# 贝唐堡
贝唐堡（法語：Bettembourg，法語發音：[bɛtɑ̃buʁ]，德語發音：[ˈbɛtmˌbʊrk]）是卢森堡南部的一个市镇，属于阿尔泽特河畔埃施县。 
市镇内的其他城镇包括Abweiler、Fennange、Huncherange和Noertzange。 
贝唐堡城堡位于镇中心，始建于1733年，当时是作为一个农业家庭的住所而建的。如今，它是当地市镇的办公室和服务场所，并充当贝唐堡的市政厅。 

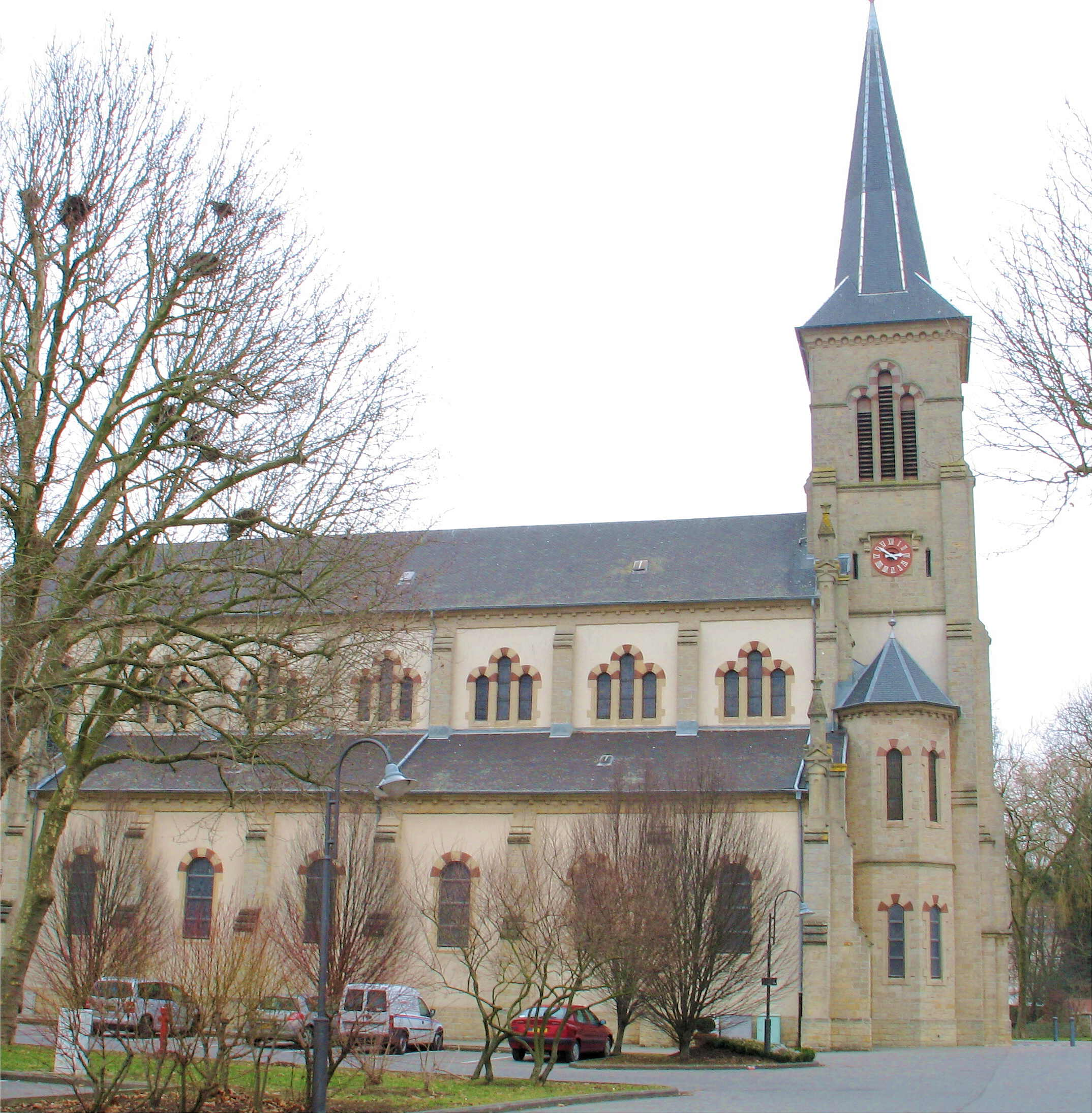
贝唐堡教堂

## 姊妹城市
贝唐堡与下列城市为姊妹城市：
- 義大利 弗莱巴诺
- 葡萄牙 瓦爾帕蘇什